# Stazione di Spoleto Città
Stazione di Spoleto Città vasútállomás Olaszországban, Umbria régióban, Spoleto településen.

## Vasútvonalak
Az állomást az alábbi vasútvonalak érintik:
- Spoleto-Norcia-vasútvonal

## Kapcsolódó állomások
A vasútállomáshoz az alábbi állomások vannak a legközelebb: 
- Stazione di Spoleto